# Estrella Durá
Estrella Durá Ferrandis (Puzol, 22 de septiembre de 1963) es una catedrática española en la Facultad de Psicología de la Universidad de Valencia. Fue elegida diputada del Parlamento Europeo en la IX legislatura, iniciada en 2019. Pertenecía al Grupo de la Alianza Progresista de Socialistas y Demócratas en el Parlamento Europeo en representación del Partido Socialista Obrero Español.

## Biografía

### Formación y actividad profesional
Nacida en Puzol (Valencia) en 1963, se graduó en Psicología en 1986 en la Universidad de Valencia, donde también obtuvo su doctorado en 1989. En 2004 recibió su título oficial de Psicóloga Especialista en Psicología Clínica.
Ha sido investigadora del Instituto de Investigación en Políticas de Bienestar Social (Polibienestar) de la Universidad de Valencia desde 2006 y en 2017 accedió al cuerpo de catedráticos en la Universidad de Valencia en el Departamento de Personalidad, Evaluación y Tratamientos Psicológicos.
Como investigadora visitante, ha colaborado con centros, institutos y universidades en los Estados Unidos de América, el Reino Unido, Austria y los Países Bajos. Su productividad científica ha sido reconocida por la Comisión Nacional Evaluadora de la Actividad Investigadora con 4 periodos de actividad investigadora evaluados positivamente (sexenios).
Estrella Durá es experta en programas de políticas sociales con el objetivo principal de incrementar la calidad de vida y el bienestar social de los grupos vulnerables. Algunos de los temas en los que ha trabajado incluyen: desempleo entre jóvenes y mayores de 55 años, mujer y salud, personas con diversidad funcional y enfermos crónicos, personas mayores dependientes, y migrantes.

### Redes y asociaciones
Estrella Durá fue socia fundadora de la SEAS (Asociación Española de Asistencia Sociosanitaria) y fue miembro de la Junta Permanente desde 2003 hasta 2018. También fue socia fundadora de GEOMETT (Geopolítica para el Desarrollo de Políticas Públicas en el Mediterráneo) y fue Secretaria y miembro de la Junta Permanente de la Sociedad Española de Psico-Oncología (SEPO) (2002 - 2007). Actualmente es miembro de ENSA (European Network of Social Authorities) y ELISAN (European Local Inclusion & Social Action Network).

## Elección y actividad en el Parlamento Europeo
Estrella Durá ocupó el puesto 21 en la lista del Partido Socialista Obrero Español (PSOE) en las elecciones al Parlamento Europeo de 2019. El PSOE obtuvo 20 escaños en dichas elecciones, por lo que Estrella Durá no estaba entre los 54 eurodiputados electos por España. No obstante, la resignación del cabeza de lista por el PSOE, Josep Borrell para ejercer el cargo de Ministro de Asuntos Exteriores en el Gobierno de España, facilitó el nombramiento como eurodiputada de Estrella Durá. Estrella Durá se unió al grupo político de la Alianza Progresista de Socialistas y Demócratas en el Parlamento Europeo y se hizo miembro de la Comisión de Empleo y Asuntos Sociales (EMPL).
PARTIDO POLÍTICO: eurodiputada del Grupo de la Alianza Progresista de Socialistas y Demócratas en el Parlamento Europeo en representación del Partido Socialista Obrero Español.
COMISIONES: Titular en la Comisión de Empleo y Asuntos Sociales (EMPL) y Suplente en la Comisión de Agricultura y Desarrollo Rural (AGRI)
DELEGACIONES: Titular de la Delegación en la Asamblea Parlamentaria Paritaria ACP-UE  (África Caribe Pacífico-Unión Europea) y Suplente de la Delegación para las Relaciones con los Países del Sudeste Asiático (DASE) y la Asociación de Naciones del Sudeste Asiático (ASEAN)